# Ebenavia robusta
Ebenavia robusta — вид геконоподібних ящірок родини геконових (Gekkonidae). Ендемік Мадагаскару. Описаний у 2018 році.

## Поширення і екологія
Ebenavia robusta мешкають в регіоні Алаотра-Мангоро на північному заході острова Мадагаскар, на висоті 907 м над рівнем моря.